# لئوناردو آکوستا
لئوناردو آکوستا (انگلیسی: Leonardo Acosta؛ زادهٔ ۲۱ مارس ۱۹۷۷) بازیکن فوتبال اهل اروگوئه است.